# 1037

## Evenimente
- Ferdinand I al Leonului și Castiliei devine rege de Leon și Castilia.
- Tughril Beg fondează Imperiul Selgiuc (1037-1194).

## Nașteri
- dată necunoscută: Hasan Ibn Sabbah  (d. 1124)

## Decese
- 4 septembrie: Regele Bermudo al III-lea de Leon , 26 ani (n. 1010)
- Avicenna, 56 ani, filosof, scriitor, medic și cercetător arab (n. 980)